# Raising Hell
Raising Hell е името на видео, издадено от метъл групата Айрън Мейдън записано на 28 август 1993 в Pinewood Studios в Лондон и излъчено през 1993 г. по платена телевизия. Концертът е последният за вокала Брус Дикинсън (до завръщането му прз 1999 г.). Изпълнението е завършено от магьосника Саймън Дрейк, който „убива“ Брус Дикинсън в желязна девица (средновековен уред за мъчения – Iron Maiden) и „отрязва“ ръката на Дейв Мъри с трион, а също така „убива“ и един от феновете.

## Състав
- Брус Дикинсън – вокал
- Дейв Мъри – китара
- Яник Герс – китара
- Стийв Харис – бас
- Нико Макбреин – барабани